# Puerto de Piedrasluengas
El puerto de Piedrasluengas, de 1355 m, es un paso de montaña entre la provincia de Palencia y Cantabria (España), que cruza la cordillera Cantábrica, uniendo la localidad palentina de Cervera de Pisuerga con la localidad cántabra de Potes, en la comarca de Liébana. Desde la zona alta del puerto también parte una carretera que se dirige hacia el valle cántabro de Polaciones.  El puerto alcanza una altitud máxima de 1390 m s. n. m., a través de la carretera denominada CL-627 para Castilla y León y CA-184 para Cantabria.

## Etimología

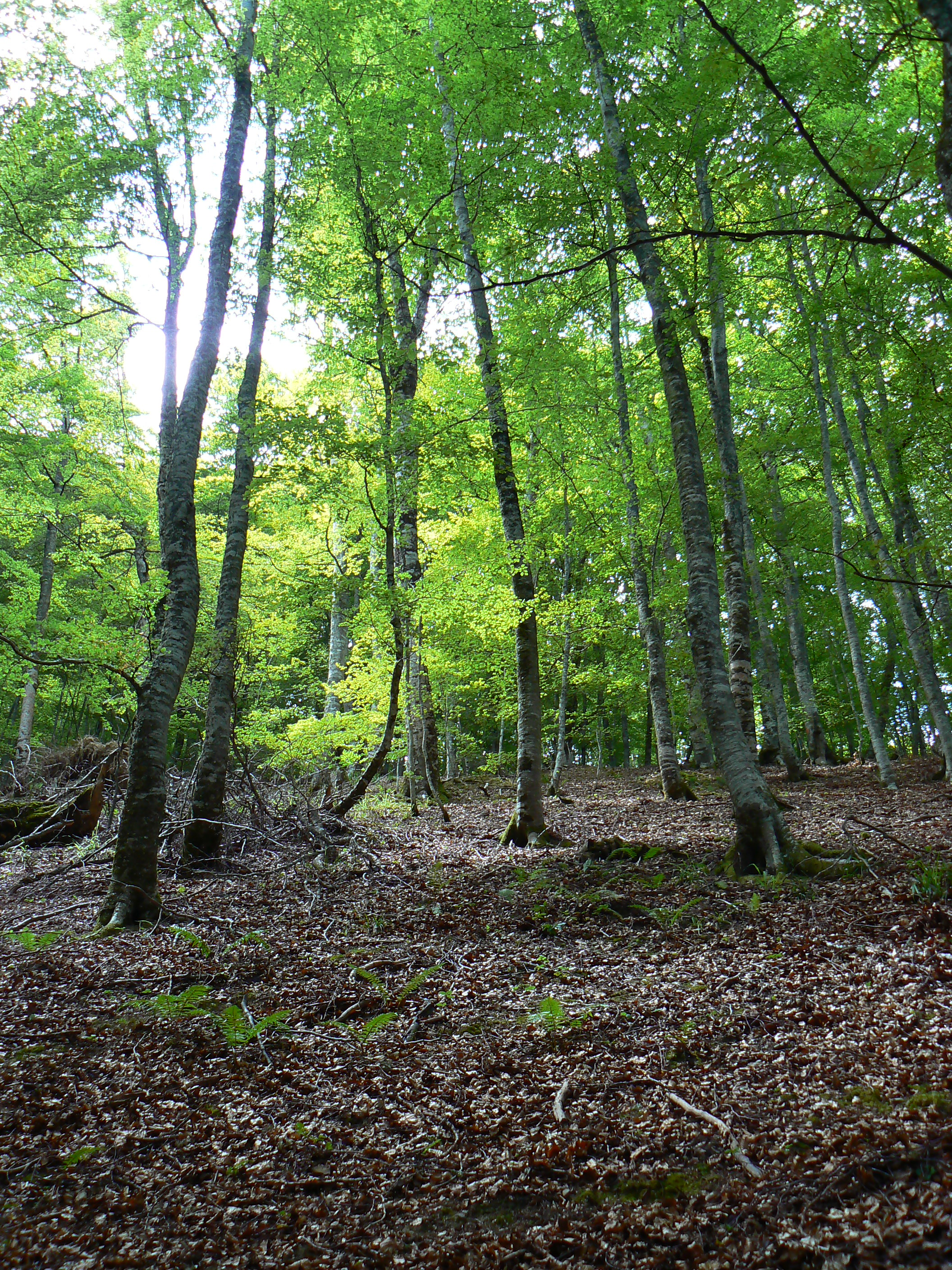
Bosque de hayas en las estribaciones del puerto de Piedrasluengas.

El adjetivo desusado "luengo" procede del latín longus, que significa "vasto" o "grande", por lo que el significado del topónimo es "puerto de piedras grandes". De todos modos, el topónimo procede de la cercana pedanía palentina del mismo nombre; y efectivamente, junto a ella llaman mucho la atención unas grandes piedras que conforman formas curiosas.

## Historia
Su recorrido da pie a dos antiguas rutas como son la antigua calzada romana que evoluciona en el Camino Real de la Valdavia y la también calzada romana del Burejo, que partía desde Pisoraca y atravesaba por este paso la cordillera Cantábrica. El valle formado por el río Bullón sirve de paso natural para atravesar las montañas, y paralela a éste transcurre buena parte del recorrido. Algunos estudios sostienen que este paso fue el utilizado por una de las tres columnas del Imperio romano que llevaron a cabo la definitiva campaña contra los cántabros, prueba de ello es el asedio en la cabecera del Valdavia del Castro de la Loma.

## Localización
De Sur a Norte, aunque la ascensión propiamente dicha no comienza hasta unos km. más adelante, se suele considerar que comienza en Cervera de Pisuerga (Palencia), a 1005 m s. n. m. por la carretera CL-627, alcanzando su máxima altitud a 1390 m s. n. m., exactamente en el punto 43°02′45″N 4°27′05″O / 43.04583, -4.45139, y finaliza pocos km. antes de la villa cántabra de Potes, a 291 m s. n. m., tras recorrer 56,2 km.

## Descripción de la ruta
De los 40,8 km de que consta el puerto propiamente dicho, 15,3 km están en la parte palentina, y 25,5 en la cántabra. Comenzando, de S a N, en San Salvador de Cantamuda, a 1100 m s. n. m., atravesando las poblaciones palentinas de Areños, Camasobres y Piedrasluengas, y las cántabras de Valdeprado, Pesaguero, Puente Asnil, Cabezón de Liébana y Frama, para llegar a Ojedo, a 300 m s. n. m. La parte palentina salva, pues, un desnivel de 290 m y la cántabra, de 1090 m. La cima del puerto se encuentra en la provincia de Palencia, a unos km del límite provincial.

## Características

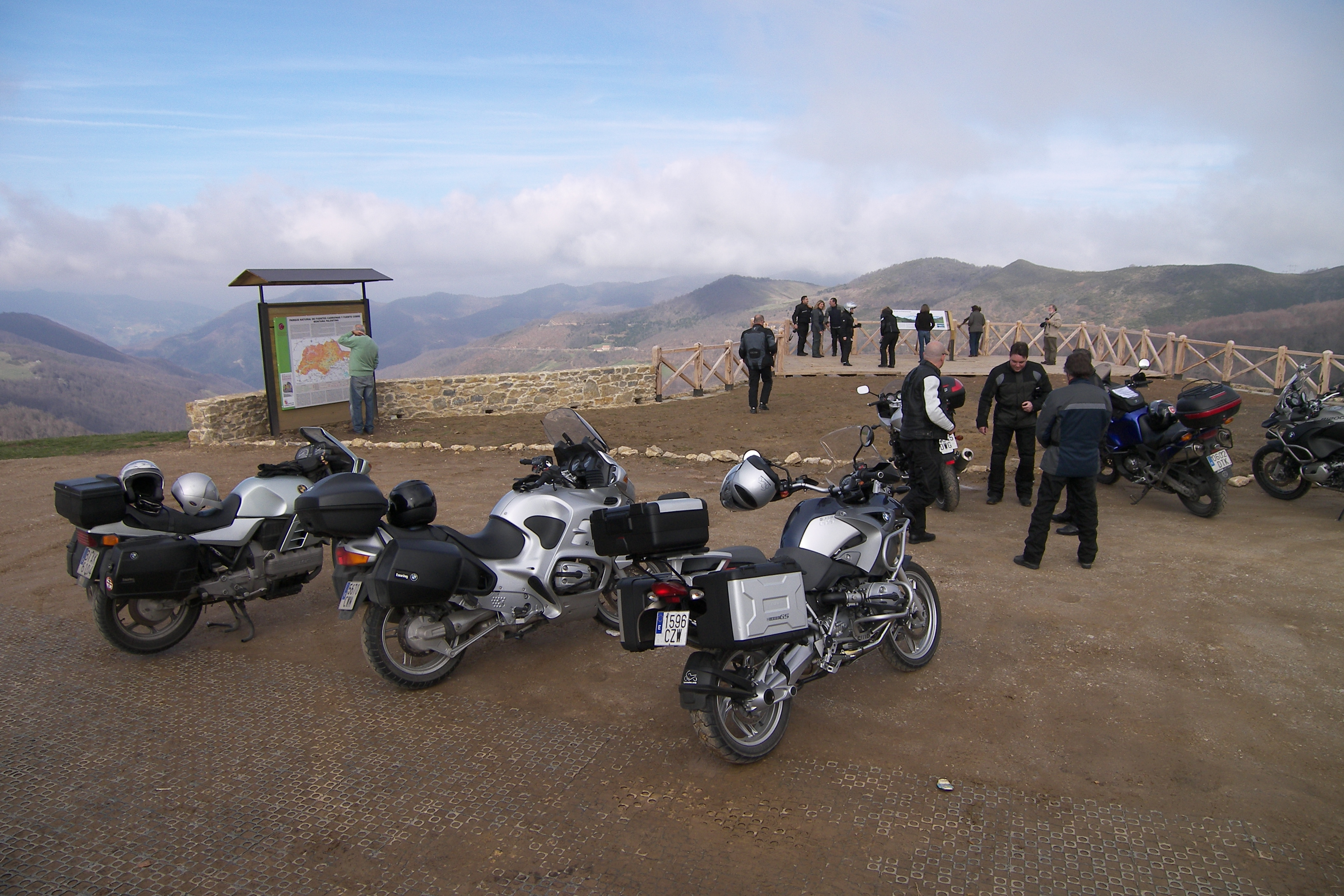
Mirador, situado en el alto del puerto, y vista panorámica del Valle de Liébana.

- El puerto de Piedrasluengas es, junto con la autovía Cantabria-Meseta, el paso por carretera más importante entre Cantabria y Palencia, que, pese a ser dos provincias limítrofes, están divididas por la cordillera Cantábrica.
- El hecho de atravesar la cordillera Cantábrica (se encuentra dentro del parque natural Montaña Palentina) hace que este puerto disponga de unas vistas espectaculares; junto al pueblo del mismo nombre (el pueblo de Piedrasluengas es el más septentrional de la provincia de Palencia) existe un mirador de madera desde el que apreciar los picos próximos: Peña Labra, Cuchillón y Pico Tres Mares, y todo el Valle de Liébana.[13]
- Los pastizales anexos al puerto albergan la Viborera azul de Piedrasluengas, una planta incluida en el Catálogo de Flora Amenazada, y que es un endemismo de la zona.[14]
- También en sus estribaciones encontramos los hayedos mejor conservados de Cantabria.[15]

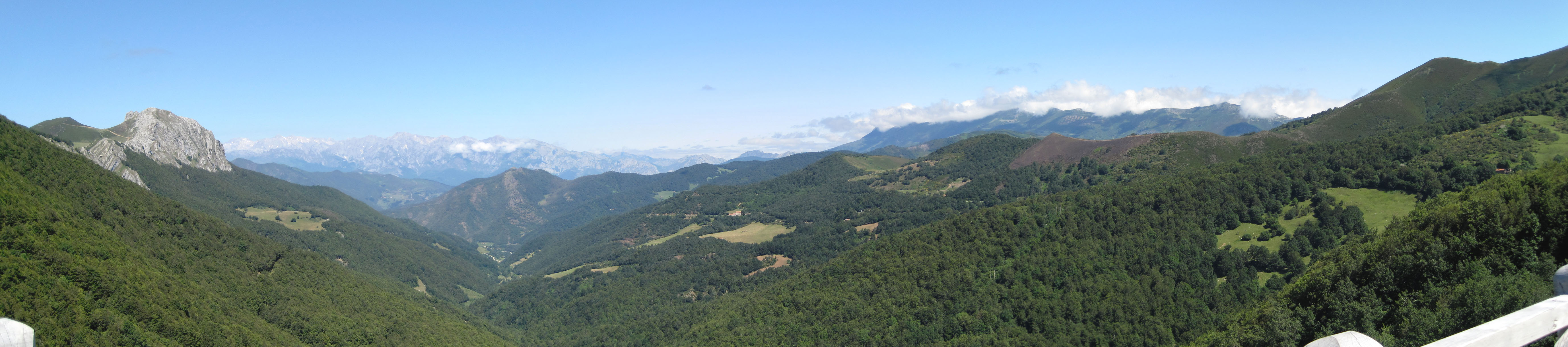
Panorámica de Liébana, con Picos de Europa y Peña Sagra al fondo, desde lo alto del puerto.